# Kościół Sarria we Florianie
Kościół Niepokalanego Poczęcia Najświętszej Maryi Panny, znany bardziej jako kościół Sarria (malt. Il-knisja ta’ Sarria, ang. Sarria Chuch) – rzymskokatolicki kościół znajdujący się we Florianie na Malcie. Kościół należy do parafii św. Publiusza w tym mieście.  

## Historia
Pierwsza świątynia w tym miejscu dedykowana Matce Bożej została zbudowana w 1585 przez rycerza zakonu św. Jana Fra Martina de Sarria Navarro. Był to pierwszy kościół zbudowany we Florianie. Jego obraz tytularny namalowany na desce przez Antonio Riccio z Mesyny przedstawia Matkę Bożą, św. Jana Chrzciciela i św. Łukasza Ewangelistę. Poniżej przedstawione są galery Zakonu oraz klęczący fundator kościoła i wielki mistrz Verdalle. Obraz znany jest pod nazwą The Madonna of the Galleys. W 1606 Fra Giovanni Morizzi odnowił kościółek.
W 1675 wybuchła na Malcie epidemia dżumy. Wielki mistrz Nicolas Cotoner wraz z Radą Zakonu złożył ślub, że jeżeli zaraza wygaśnie, w podzięce odbuduje kościół Sarria. 8 grudnia 1676, po ustąpieniu epidemii położony został pierwszy kamień nowej świątyni. Na miejscu będącego już w nie najlepszym stanie małego kościółka rozpoczęto budowę większego. Jego projektantem był Mattia Preti (nb. jest to jedyny projekt architektoniczny Pretiego), zaś nadzór nad budową prowadził znany architekt Lorenzo Gafà.

Nowy kościół otrzymał wezwanie Niepokalanego Poczęcia Najświętszej Maryi Panny.
Po przejściu zarazy, 8 grudnia 1676, w uroczystość Niepokalanego Poczęcia, została odprawiona uroczysta procesja na znak wdzięczności. Duchowieństwo i wierni przeszli od katedry św. Jana w Valletcie do kościoła Sarria, z obrazem Matki Bożej niesionym w procesji. Tradycja corocznej procesji w tym dniu przetrwała do 1995.
Kościół pełnił funkcję kościoła parafialnego od 28 kwietnia 1942 do 10 grudnia 1944, po uszkodzeniu kościoła św. Publiusza przez niemieckie bomby podczas II wojny światowej. Upamiętnia to tablica pamiątkowa umieszczona w zakrystii.  

## Architektura

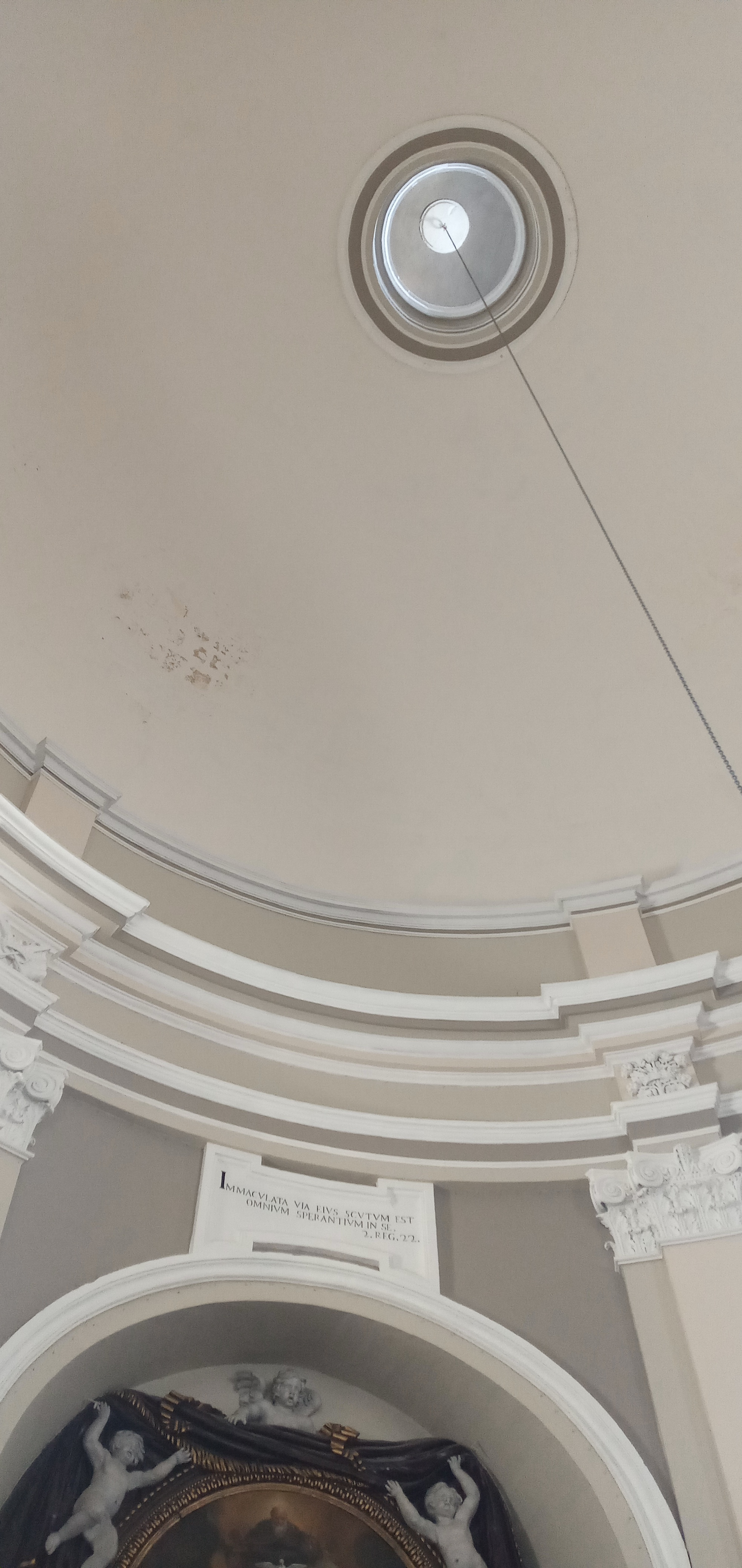
Kopuła kościoła

### Wygląd zewnętrzny
Kościół jest niewielki, zbudowany w kształcie rotundy, i został zaprojektowany tak, aby ściany i kopuła przechodziły jedna w drugą, tworząc zwartą formę; potęguje to pilastrowa ornamentyka i kopulaste żebrowanie, płytki gzyms i głębokie okna w formie strzelnic. Na początku XVIII wieku latarnia kościoła wieńcząca kopułę z żebrami musiała zostać rozebrana albo z powodu jakiegoś uszkodzenia konstrukcji, albo uderzenia pioruna. Zamiast tego umieszczony został ośmiopunktowy krzyż maltański, który wyłamuje się z proporcji oryginalnego projektu. 

### Wnętrze
Preti zaprojektował kościół na planie scentralizowanym, tworząc dużą okrągłą przestrzeń połączoną z parami pilastrów i zwieńczoną dużą półkulistą kopułą.

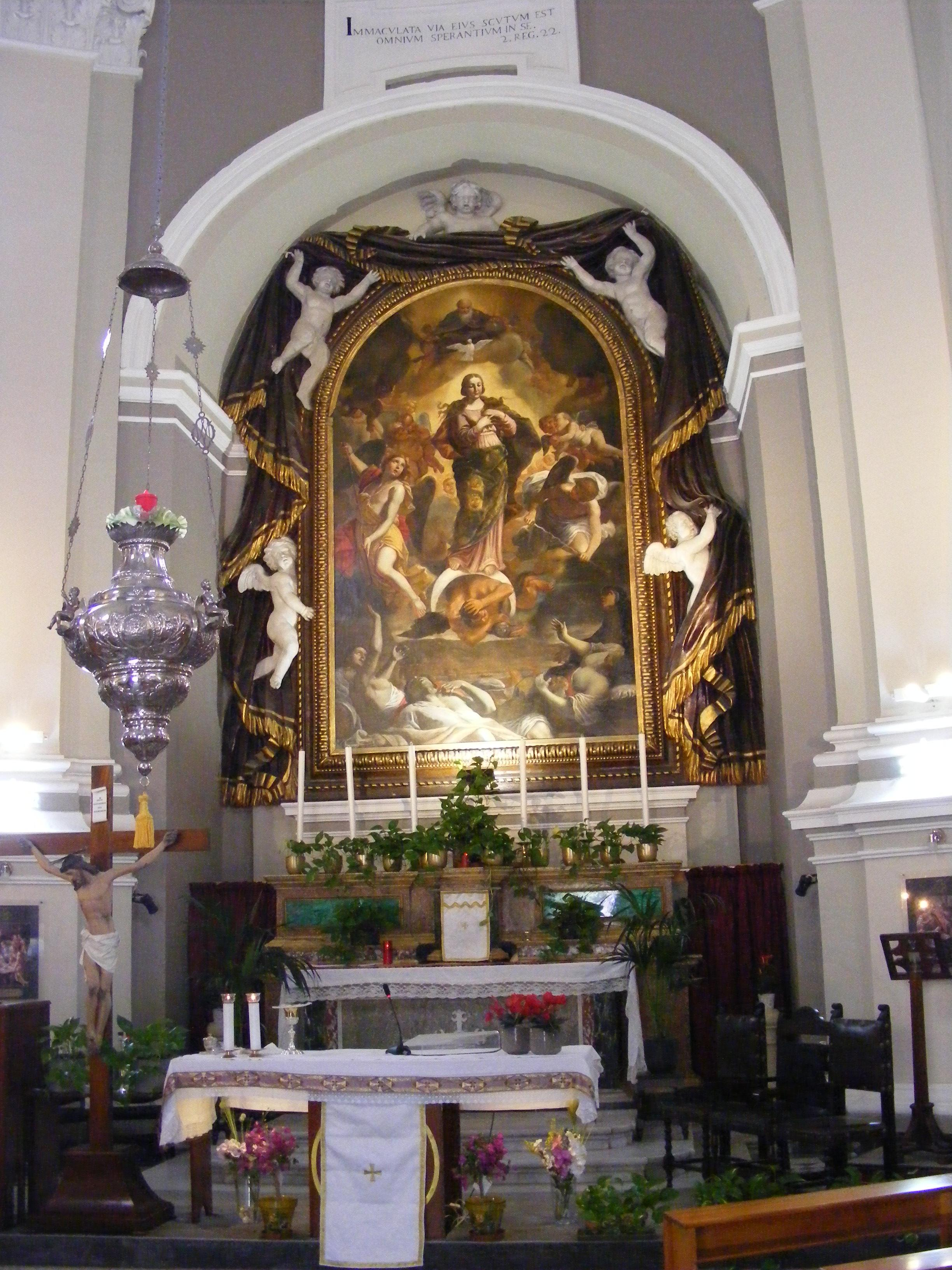
Ołtarz z obrazem tytularnym Niepokalane Poczęcie pędzla Mattia Pretiego

Kościół ma jeden ołtarz. Najcenniejszy w tym kościele jest wspaniały zestaw siedmiu dużych płócien otaczających wnętrze, namalowanych przez Mattia Pretiego w latach 1677–1679. Są to: obraz tytularny Niepokalanie Poczęcie, Archanioł Michał i inne anioły walczące z demonami, Alegoria Zakonu (św. Jan Chrzciciel), Święty Sebastian, Święty Roch, Święta Rozalia oraz Święty Mikołaj. Malowidła łączą się ze sobą za pomocą gestów przedstawionych świętych, mimo że są fizycznie oddzielone pilastrami w kolosalnym porządku z kompozytowymi kapitelami, które umieszczają każde z nich we wgłębieniu. 

#### Obraz tytularny
Reredos z obrazem tytularnym znajduje się nad ołtarzem w płytkiej apsydzie naprzeciw głównego wejścia. Na obrazie typu Immaculata ukazana jest Błogosławiona Dziewica zstępująca z Nieba, z księżycem pod jej stopami i triumfująca nad szatanem i plagą. Dwaj aniołowie po lewej i prawej stronie Niepokalanej są ukazani, jak chowają miecze po pokonaniu epidemii. Ponad Maryją Bóg Ojciec i Duch Święty (przedstawiony jako biała gołębica) patrzą z góry na triumf dobra nad złem. Misternie rzeźbiona w kamieniu rama ma formę czarnej zasłony podtrzymywanej przez odsłaniające obraz skrzydlate putti. Nad draperią znajduje się prosty kartusz z napisem: 
„Immaculata via eius scutum est omnium sperantium in se. 2.Reg.22”.

#### Pozostałe prace
Otaczające wnętrze obrazy wszystkie przedstawiają świętych uważanych za orędowników w razie zarazy: św. Rozalię (na lewo od wejścia), św. Sebastiana (na lewo od ołtarza), św. Rocha (na prawo od ołtarza) i św. Mikołaja (na prawo od wejścia) w nawiązaniu do wielkiego mistrza Cotonera.
Dwie lunety nad bocznymi drzwiami przedstawiają odpowiednio: nad lewymi Upadek Lucyfera z archaniołem Michałem wpędzającym go do piekła oraz nad prawymi Alegorię Zakonu św. Jana klęczącego u stóp jego patrona, św. Jana Chrzciciela.
W zakrystii znajdują się obrazy przedstawiające fundatora pierwszej kaplicy, rycerza De Sarrii oraz głównego autora ślubu, wielkiego mistrza Nicolasa Cotonera.
W kościele są też rzeźby przedstawiające św. Józefa, Serce Jezusa oraz Matkę Bożą Bolesną.

## Ochrona dziedzictwa kulturowego
Kościół został wpisany 27 sierpnia 2012 na listę National Inventory of the Cultural Property of the Maltese Islands pod numerem 00510.
W latach 2005–2007 budynek kościoła został całościowo odnowiony, zaś w latach 2013–2021 obrazy Mattia Pretiego w kościele Sarria zostały poddane gruntownej renowacji.